# My Favorite Wife
My Favorite Wife, in het Verenigd Koninkrijk uitgebracht als My Favourite Wife, is een Amerikaanse screwball-komedie uit 1940. De film werd geregisseerd door Garson Kanin en geproduceerd door Leo McCarey. 
Irene Dunne speelt een vrouw die naar haar gezin terugkeert nadat ze op een tropisch eiland gestrand was, maar ze ontdekt al snel dat haar echtgenoot (Cary Grant) op huwelijksreis is met zijn nieuwe partner. Het verhaal is gebaseerd op het gedicht "Enoch Arden" van Alfred Tennyson.
De film werd genomineerd voor Academy Awards voor Best Story, Best Score en Best Art Direction.

## Rolverdeling
| Acteur              | Personage       | Beschrijving              |
| ------------------- | --------------- | ------------------------- |
| Irene Dunne         | Ellen Arden     |                           |
| Cary Grant          | Nick Arden      |                           |
| Randolph Scott      | Stephen Burkett |                           |
| Gail Patrick        | Bianca Bates    |                           |
| Ann Shoemaker       | Ma              | Nick's moeder             |
| Scotty Beckett      | Tim             | zoon van Ellen en Nick    |
| Mary Lou Harrington | Chinch          | dochter van Ellen en Nick |
| Donald MacBride     |                 | Hotelklerk                |
| Hugh O'Connell      | Johnson         | schade-expert             |
| Granville Bates     | Bryson          | Rechter                   |
| Pedro de Cordoba    | Kohlmar         | Arts                      |

## Remake
In 1962 begonnen de opnames van een remake met Marilyn Monroe, Dean Martin en Cyd Charisse onder de werktitel Something's Got to Give. De film kampte echter van in het begin met problemen, onder andere doordat Monroe niet op tijd op de set opdaagde. Na het overlijden van Monroe in hetzelfde jaar werden Doris Day en James Garner gekozen als hoofdacteurs. De remake – heel trouw aan het origineel – werd uiteindelijk in 1963 uitgebracht onder de naam Move Over, Darling.